# Fedélzet

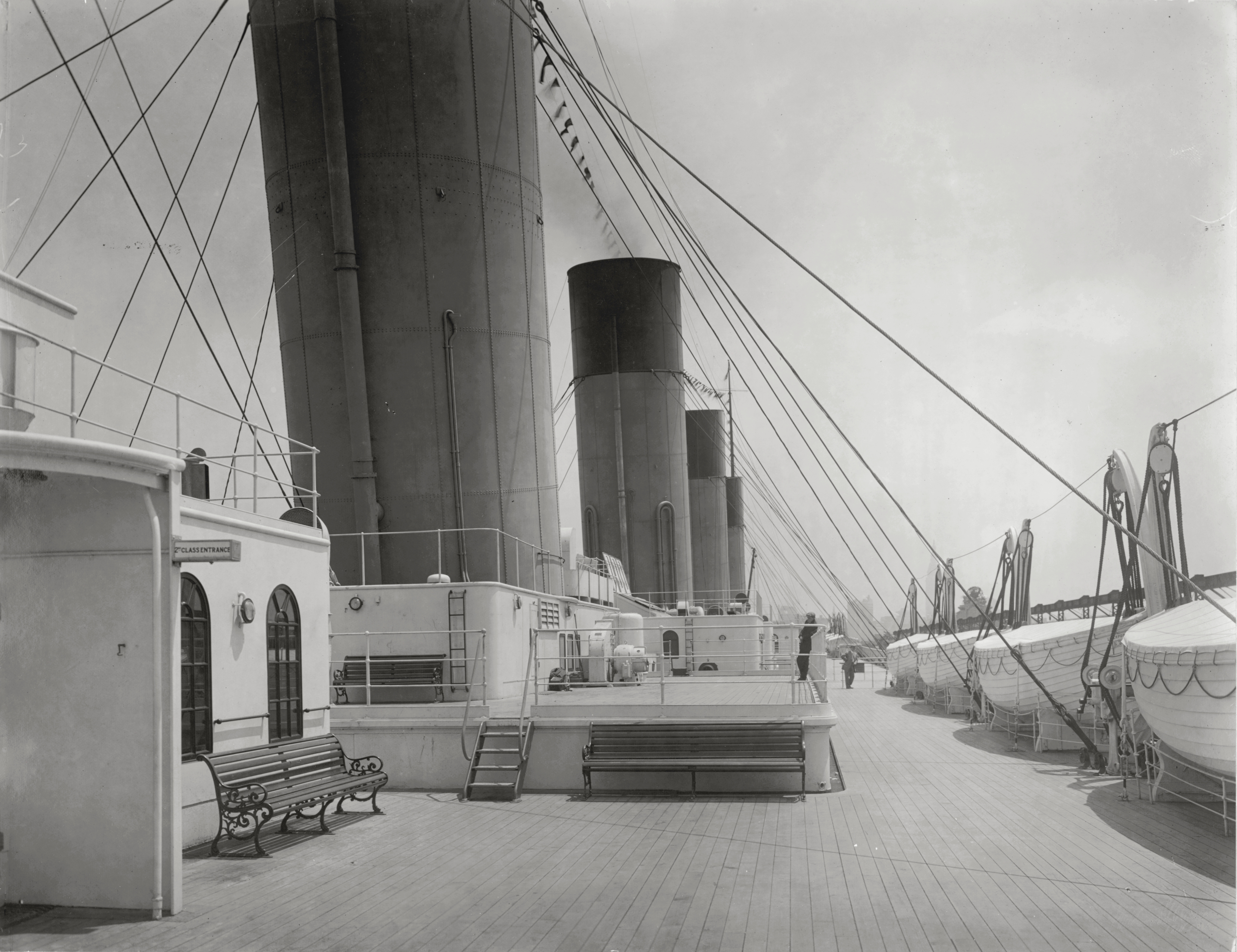
Az RMS Olympic gőzös fedélzete (1911)

Fedélzet; (ném. Deck, ol. coperta, ang. deck), így hívják a hajókon a keresztgerendákat (fedélzeti gerendák), a vízszintesen nyugvó azon fafelületet, mely a hajónak belüregét fedi és azt megfelelőleg több vagy kevesebb vízszintes részre (emeletre) osztja. Kis hajóknak csak egy, nagyobbaknak két, sőt több fedélzetük van, sőt voltak nagyobb hadihajók (sorhajók), melyeknek 4, sőt 5 teljes fedélzetük is volt egymás felett. Közvetlen a hajótő felett van a hajóűr, kereskedelmi hajóknál a rakomány, hadi járműveknél a különféle hajófelszerelési tárgyak raktározására, erre következik a legalsó fedélzet, az úgynevezett fedélköz, amely személyszállító gőzösökön a harmadosztályú utasoknak, a hadihajókon a legénységnek szolgál lakó- és alvóhely gyanánt; ezt követi azután az első úgynevezett felső fedélzet. Fregatta vagy sorhajókon, sőt a jelenkor nagyobb hadihajóin is a fedélköz felett alkalmazzák az ágyuk elhelyezésére szolgáló fedélzeteket, melyeket üteg fedélzetnek hívnak és amelyekből egykori sorhajókon három is volt egymás felett és csak azután következett a felső vagy főfedélzet Némely hajókon a főfedélzet felett is találhatók egyes fedélzet részek, melyek azonban a hajó egyébkénti erős építéséhez képest sokkal könnyebb szerkezettel bírnak és részben a főfedélzeten elhelyezett tárgyaknak és a szolgálatban álló legénységnek az idő viszontagságai ellen való megvédésére, részben pedig a fedélzetre épített hajókamarák tetőzete gyanánt szolgálnak. Ilyen fedélzet a hajó előrészén az előbástya-fedélzet, a hajó hátsó részén pedig a sánc- vagy tatbástya-fedélzet.
A fedélzet hosszú keskeny és lapos fadarabokból, a fedélzeti burkony- vagy palánkból áll, melyek a hajó hosszvonalában futva, a keresztbe fektetett fedélzeti gerendákra nehezednek és egymással még rézsut fekvő vaspántokkal köttetnek össze. Újabbkori hadihajókon ezen pántokat sokszor páncéllemezek helyettesítik (páncélfedélzet). Szigorúan véve a fedélzet nem lapos, hanem domború, vagyis közepe emelkedett azon célból, hogy a fedélzeten összegyülemlett eső- vagy tengervíz arról lefolyhasson. Kereskedelmi hajókon léteznek még mozgó-fedélzet is, melyek leginkább a rakodás és az áruk helyberakásának megkönnyítése végett eltávolíthatók, esetleg magasabbra emelhetők v. mélyebbre is süllyeszthetők, továbbá süllyesztett részfedélzetek, melyek a hajótisztek és legénység lakhelyeinek célszerű elhelyezése végett rendesen a fedélköz és a főfedélzet között építtetnek. Nagyobb gőz- és hadihajókon még szabadon egyszerű cobrokon álló fedélzet (palló-fedélzet) és a hajó párkányzatán futó galériák is vannak, melyek részint a könnyebb közlekedésnek céljaira, részint pedig a fő-fedélzeten tartózkodó utasoknak sétahelyiségül szolgálnak.
A fedélzet, a német Bord, az olasz bordo, vagy az angol aboard fordítása gyanánt gyakran használt kifejezés, azonban nem egészen helyesen, amennyiben ezen idegen szavak tulajdonképpen a hajótestnek legmagasabban fekvő részét, vagyis annak párkányzatát jelentik (így mondja a német: über bord fallen, werfen), a technikai beszédmodorban pedig az egész hajó, a maga teljességében értendő ezen szavak alatt (így: essere a bordo, a hajón lenni, amelyből még nem következtethető, hogy az a valaki vagy valami éppen a fedélzeten van, vagy kell hogy ott legyen, ha a hajón van is).